# Де Леон, Лаутаро
Лаута́ро де Лео́н Билья́р (исп. Lautaro de Léon Billar; род. 9 февраля 2001, Монтевидео) — уругвайский футболист, нападающий клуба «Андорра».

## Клубная карьера
Де Леон — воспитанник испанских клубов «Портоново» и «Сельта». В 2019 году Лаутаро дебютировал за дублирующий состав последних. 14 декабря 2020 года в матче против «Кадиса» он дебютировал в Ла Лиге. Летом 2023 года де Леон перешёл в «Картахену» на правах аренды. 13 августа в матче против «Эльденсе» он дебютировал в Сегунде.